# Die beiden Försterskinder
Die beiden Försterskinder ist ein Märchen (AaTh 315, 518). Es steht in Ulrich Jahns Volksmärchen aus Pommern und Rügen an Stelle 37.

## Inhalt
Der Bruder flieht mit der Schwester. Unterwegs nimmt er drei Riesen einen Kraftring, einen Tarnmantel, eine Wunschbörse und ein Zauberschwert ab, um die sie sich streiten, sagt ihr davon aber nichts. Kraft des Ringes durchschlägt er eine Felswand, dahinter ist das Land der Riesen. Der Riesenkönig liebt die Schwester, sie wollen den Bruder loswerden. Sie stellt sich krank und sagt, sie habe geträumt, die Goldäpfel des Baumes würden sie heilen, den der Riesenkönig schwer bewachen lässt. Gegen den Bruder mit seinem Schwert und Tarnmantel sind die Wächter aber machtlos. Er verschont nur zwei, die sich ergeben, und bringt der Schwester zwei Äpfel. Sie will noch vom Wasser des Lebens, das bewachen zwei Löwen. Er tötet einen und die Löwin folgt ihm wie ein Hund. Er befreit die Prinzessin von Engelland aus einem Turm, in den der Riesenkönig sie steckte. Er schickt sie per Schiff heim. Die Schiffer lassen sich als die Retter ausgeben. Sie heiratet sie aber nicht und baut ein Krankenhaus. Der Bruder will mit der Schwester weiter. Sie drängt ihn, ihr den Grund seiner Kraft zu sagen, nimmt ihm die Wunderdinge, der Riesenkönig lässt ihn blenden und ihm die Zunge herausschneiden. Die Wächter blenden ihn nur. Die Löwin nährt ihn, führt ihn zum Strand, ein Schiffer ins Krankenhaus der Prinzessin. Sie erkennt ihn, sie heiraten. An einer Quelle findet er sein Augenlicht wieder. Er will sich unbedingt für den Verrat rächen, reist mit dem Schiff und kommt wieder zur Felswand. Der Mäusekönig lässt seine Mäuse ihm den Ring holen. Er fesselt Schwester und Riesenkönig, lässt sie von den zwei Riesen blenden und die Zungen ausschneiden.

## Herkunft
Laut Jahn stammt das Seemannsmärchen von einem Schiffer aus „Grambin, Kreis Ueckermünde.“ Vgl. das vorangehende Die zwölf Riesen, zur Prinzessin Der Schiffer und die drei Königstöchter von Engelland, zur Maus Das Wunderbuch.